# Andrés Révész
Andrés Révész Speier (Galgóc, 1896-Madrid, 1970) fue un politólogo, biógrafo, periodista y escritor húngaro, nacionalizado después español, padre del productor y actor de doblaje cinematográfico Tíbor Révész o Reves.

## Biografía
Nació en 1896 en Galgóc, una localidad situada en la Hungría septentrional, por entonces parte del Imperio austrohúngaro —en la actualidad parte de Eslovaquia—. Húngaro de expresión alemana, cursó estudios secundarios en el Colegio de los Padres premonstratenses de Szombathely y en el instituto de Fiume. Estudió luego Filosofía y Letras (Filología Románica) en las Universidades de Budapest y París. Vivió en España más de treinta años y terminó nacionalizándose español.  
Tradujo unos veinte libros del húngaro: dos Antologías de humoristas húngaros, por ejemplo, una para Espasa-Calpe y otra, más completa, para José Janés, así como obras de Jókai, Herczeg, Heltai, Kóbor, Biró etcétera. Después de haber sido redactor en El Sol, se especializó como comentarista de la sección internacional de ABC de Madrid; en este cometido, recorrió como enviado especial Europa de punta a punta, desde Finlandia hasta Grecia y de Inglaterra hasta Polonia. Fue uno de los pocos que entrevistaron a Albert Einstein cuando vino a España. Para el periódico ABC entrevistó en Madrid a Thomas Mann, el 2 de mayo de 1923. Poseyó quince condecoraciones extranjeras y fue comendador de la Orden de Isabel la Católica. En Historia del ABC se alude a su "proverbial vanidad" y se le describe de la siguiente forma: 

Era famoso entre los periodistas madrileños por su pajarita, su larga, rizada y enhiesta cabellera blanca, y por tener fresca en la memoria toda la historia del mundo.

También colaboraría con otras publicaciones, como Blanco y Negro o Vértice. Falleció en Madrid en 1970.

## Obras
Escribió numerosos libros sobre política extranjera, como La Conferencia de Washington y el problema del Pacífico; La Grecia de hoy y la Guerra greco-turca; La reconstrucción de Europa; Mussolini, el dictador en pyjama –una biografía del Duce caída en el olvido–; Frente al dictador –semblanza de Miguel Primo de Rivera–; Los Balcanes, avispero de Europa; Treinta años trágicos, 1914-1945; Alemania no podía vencer; No habrá guerra...; y biografías  como Vida de amor, Wellington, Mambrú –sobre Marlborough, con prólogo de André Maurois, y que le valió una carta de felicitación de Winston Churchil, descendiente del duque–, Morillo, La vida patética de Eneanora Duse y Un dictador liberal: Narváez, 1953.
También escribió algunas novelas, muchas de ellas pane lucrando: La periodista y su rival; Se le fue el novio; La novia invisible; Me sobra dinero; Contrato de asesinato; Huracán sobre la puszta; Libros sobre mujeres y amor; Edad y belleza en el amor; La felicidad en el matrimonio; La mujer ideal; ¿Qué es el amor?; El Anti-Tenorio; Así son ellas; Mi Virginia; El matrimonio ideal). Escribió también cuatro comedias. 